# 표도르 도스토옙스키
표도르 미하일로비치 도스토옙스키(러시아어: Фёдор Миха́йлович Достое́вский 듣기 (도움말·정보), 문자 개혁 이전: Ѳедоръ Михайловичъ Достоевскій, 영어:  Fyodor Mikhailovich Dostoevsky, 문화어: 표도르 미하일로비치 도스또옙스끼, 1821년 11월 11일/구력 10월 30일 ~ 1881년 2월 9일/구력 1월 28일)는 러시아의 소설가이다.

## 생애

### 유년 시절
표도르 미하일로비치 도스토옙스키(이하 도스토옙스키)는 1821년 11월 11일(구력 10월 30일) 모스크바에서 모스크바 마린스키 자선 병원 의사인 미하일 안드레예비치와 어머니 마리아 표도로브나 사이 7남매 가운데 차남으로 태어나 15살 때까지 생가에서 지냈다. 아버지 쪽이 귀족가문 출신이었지만, 당시 러시아에서 의사는 중인 계급이었으므로 넉넉하지 않았다. 아버지는 가부장적이고 매우 거친 성격이었으므로, 자식들은 아버지를 두려워했다.
도스토옙스키는 1834년 열세 살 때 형 미하일과 함께 모스크바의 체르마크 기숙학교에 입학하여 3년간 수학하였다. 1837년 온화하고 자애로운 성격으로 자녀들에게 천사 같은 존재였던 어머니가 폐결핵으로 사망하였다. 어머니 죽음은 가족에게 큰 충격이었으며, 1837년 아버지는 장남 미하일과 열여섯 살이 된 차남 도스토옙스키를 공병학교에 입학시키기 위해 상트페테르부르크로 보냈다.
1838년 도스토옙스키는 공병학교 입학 시험에 합격하여 군사 교육을 받았다. 소심하고 예민하며 병약했던 소년 도스토옙스키에게 군사 훈련은 성격에 맞지 않았다. 그런 그에게 문학은 유일한 위안으로, 문학에 대한 열정을 가진 친구들을 만나 습작을 서로 평가하고 논쟁을 벌이곤 하였다. 낭만주의 사조가 유행하던 시기로 도스토옙스키도 이 때 프리드리히 실러에 빠져 있었다.
1839년 6월 6일, 도스토옙스키의 아버지가 영지의 농노들에게 살해당하는 일이 벌어졌다. 도스토옙스키의 아버지는 도스토옙스키의 어머니가 죽은 후 영지로 내려가 생활했는데, 농노들을 가혹하게 다루었던 것이 죽음의 원인이 된 것으로 알려져 있다. 페테르부르크에 있던 형제는 큰 충격을 받았으며, 전기 작가 O. 밀레르에 따르면 이 시기에 도스토옙스키를 평생 괴롭힌 간질 발작이 처음 나타났다고 한다.

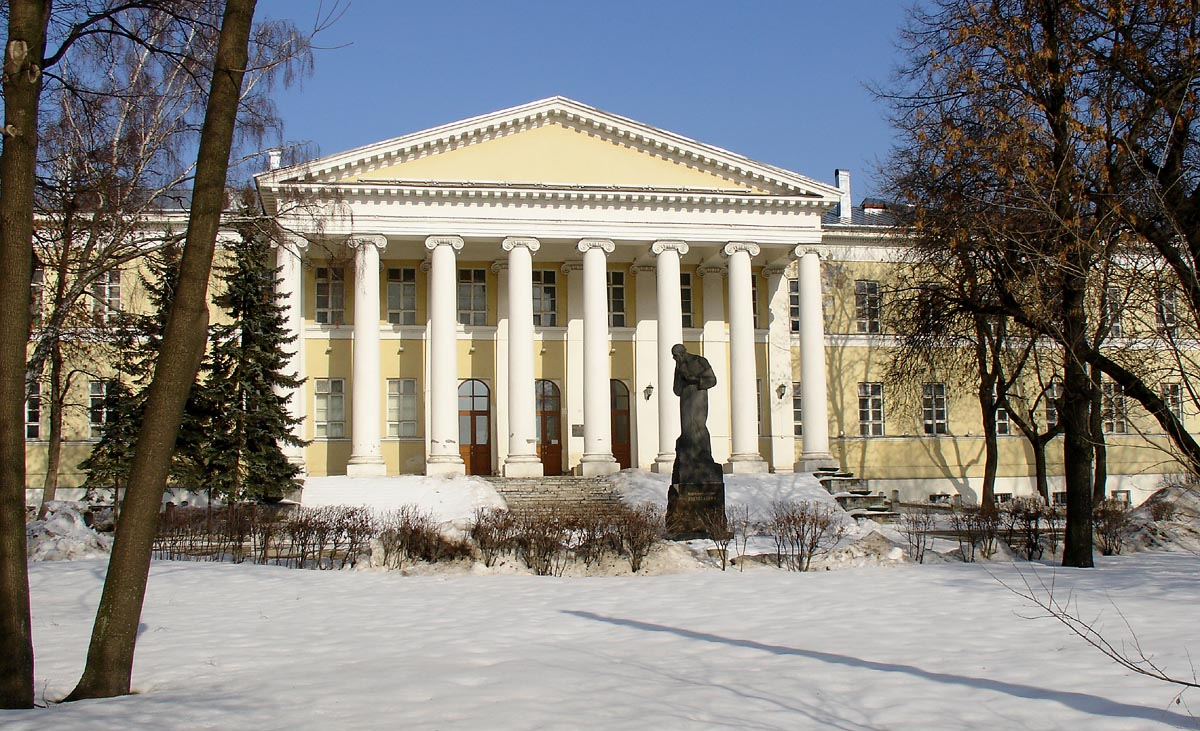
도스토옙스키는 모스크바에 있는 마린스키 자선 병원의 관사에서 태어났다.

1841년 8월, 도스토옙스키는 공병학교를 졸업하고 육군성 제도국 소위로 임관하였다. 그러나 문학으로 기우는 열정을 저버리지 못하고, 작가가 되어 문학에 전념하기 위하여 1844년 10월 제대하였다.

### 문단 데뷔
1846년 첫 작품 《가난한 사람들》로 비평가 비사리온 벨린스키로부터 '제 2의 고골'이라는 극찬을 받으며 화려하게 문단에 데뷔하였다. 데뷔 전에 도스토옙스키로부터 직접 작품을 건네받아 읽었던 니콜라이 네크라소프는 감동을 받은 나머지 밤 중에 그의 집을 찾아갔다는 일화가 유명하다. 데뷔는 화려했을지 모르나, 이어서 발표한 《백야》와 《분신》 등은 혹평을 면치 못했다. 이 때부터 서구주의 사상에 끌리고 사회주의 사상을 연구하는 미하일 페트라솁스키의 모임에 가담하였다.

### 정치적 수난
젊은 시절 도스토옙스키는 페트라솁스키를 중심으로 작가 등 젊은 지식인들이 모여 공상적 사회주의를 신봉하는 급진적 정치 모임에 참가하였다. 당시 차르 니콜라이 1세는 첩자를 보내 정치 모임들을 감시하였는데, 도스토옙스키는 모임에서 절대 왕정의 입장을 신봉했다는 이유로 고골을 비난하는 내용을 담고 있어 불온문서로 간주되었던 벨린스키의 〈고골에게 보내는 편지〉를 낭독한 것이 원인이 되어 1849년 4월 23일 5시 당국에 의해 체포되었다. 니콜라이 1세는 체포된 지식인들을 사형에 처할 생각은 없었으나, 당시 확산되고 있던 급진주의 정치 모임들에 대해 경고하고자 직전에 특별 사면할 계획으로 사형을 선고하였다. 도스토옙스키를 비롯한 회원들은 이 사실을 알지 못하였고, 총살형이 집행되기 직전에 형 집행이 중지되고 시베리아에 유형을 가는 것으로 감형되었다. 죽음의 문턱까지 갔다가 살아나온 이 경험으로 인하여 몇몇 사람은 공포와 충격으로 머리가 백발이 되었다고 한다. 도스토옙스키도《백치》 등의 작품에 사형 집행 직전의 심정을 묘사하는 등 이 사건은 그의 작품 세계에 적잖은 영향을 미쳤다.
당시 시베리아 유형은 감옥 수형과 출소 후에 수도로 복귀하지 못하고 시베리아에서 복무하는 것으로 구성되었는데, 도스토옙스키는 1854년까지 옴스크 감옥에서 4년간 수형 생활을 한다. 성서 이외에는 일절 출판물이 허용되지 않았던 환경에서 성서에 대한 깊은 독서와 감옥에서 직접 몸으로 부딪혔던 죄수와 민중들의 생생한 삶이 그로 하여금 사회주의자에서 기독교적 인도주의자로의 사상적 변화를 겪게끔 하였다. 이 시기의 체험을 바탕으로 후일 《죽음의 집의 기록》을 펴냈다. 출소 후 세미팔라틴스크 수비대에서 4년 간 사병으로 근무하며 당시 남편이 있었던 여성 마리야 이사예바를 만난다. 마리야의 남편이 병으로 사망하자 도스토옙스키는 1857년 당시 29세였던 그녀와 결혼한다. 그는 가까스로 1859년에 페테르부르크로 귀환한 뒤 10년에 가까운 문학적 공백을 메꾸고자 의욕적으로 작품 활동을 재개하였다.

### 문학 활동
1861년 형과 함께 잡지 《시대》를 발간하고, 《학대받는 사람들》, 《죽음의 집 기록》을 연재하여 큰 인기를 얻었으나, 이듬해 발행 금지를 당하였다. 1864년 형과 함께 새로운 잡지 《세기》를 창간 하였으나 실패하여 큰 빚을 지게 되었다. 1866년 걸작 《죄와 벌》을 완성하였다. 1867년부터 외국, 특히 드레스덴에 거주하면서 《백치》, 《악령》 등을 쓰고 귀국하였다. 1874년 《미성년》을 발표하여 큰 돈을 벌어 빈곤한 생활에서 벗어날 수 있었다.

시베리아 유배 시절에 악화된 지병인 간질과 취미로 즐기던 도박 등이 창작 활동에 큰 영향을 미쳤는데, 그의 작품 속에 중요한 요소들로 간질과 도박 등이 자주 등장한다. 도박은 그의 인생을 빈곤에서 벗어나지 못하게 했고, 빚을 갚기 위해 출판사와 무리한 계약을 하여 마감에 쫓기는 나날을 보냈다. 바쁜 일정 때문에 《죄와 벌》, 《도박꾼》 등은 불러주는 대로 받아 적는 구술 필기의 형태로 작성되었다. 속기사였던 안나 스니트키나는 훗날 도스토옙스키의 두 번째 부인이 되었다.
소설 이외의 저서로는 《작가의 일기》가 있다. 이것은 단순한 일기가 아니라 잡지 《시민》에서 도스토옙스키가 담당했던 문예란에 게재했던 것으로, 문예 지평, 정치·사회평론, 에세이, 단편 소설, 강연 원고, 종교론 등을 포함하고 있어 훗날 도스토옙스키 연구에 귀중한 문헌 자료가 되었다.
1880년 그의 최후의 걸작인 장편 《카라마조프의 형제들》을 탈고하였다. 그 즈음에는 이미 사물을 분간하지 못할 만큼 눈이 어두워져 있었고 도스토옙스키가 침대 누워 구술한 것을 아내 안나가 속기 하여 작품을 완성했다. 그로부터 몇 달 후인 1881년 1월 28일에 폐동맥 파열로 인하여 가족의 간호를 뒤로 하고 60세의 나이로 사망하였다. 그는 임종 직전 아내에게 시베리아 형무소에 있었던 시절 지니고 있었던 성경책을 읽어 달라고 부탁했고 같은 날 밤 11시 성경책을 가슴에 안고 죽었다. 유해는 같은 달 31일 페테르부르크의 알렉산드르 넵스키 사원 묘지에 안장 되었다.

### 평가
도스토옙스키는 러시아 문학의 최고 거장 가운데 한 명으로 불리며 20세기 소설에 지대한 영향을 끼쳤다. 그는 신흥 자본주의 압박 밑에서 신음하는 소시민층의 대변자인 동시에 열렬한 슬라브주의자였다. 그의 작품은 비단 문학의 영역에서뿐만 아니라, 철학·종교·사회 문제 등 각 방면에 걸쳐 커다란 영향을 끼쳤다. 대표작으로는 《죄와 벌》(1866년), 《카라마조프의 형제》(1879년 ~ 80년) 등이 있다. 진보적 사회 운동을 하다가 탄압받은 경험이 그의 문학 세계에 많은 영향을 주었다.
그의 작품들은 당시 퍼지고 있던 사회주의사상의 영향을 받은 지식층(인텔리겐치야)의 폭력적인 혁명을 부정하고, 기독교, 특히 정교회 교리에 바탕을 둔 기독교 사상을 담고 있다. 그의 기독교 사상은 기독교의 교리와 사상을 변증하는 호교론이 아니라, 오히려 하느님의 이름으로 종교재판을 행한 기독교의 폭력을 비판함으로써 교회가 그리스도의 가르침으로 돌아갈 것을 요구하는 것이었다.(《카라마조프의 형제들》)
그의 소설은 흔히 이질적, 극단적 심리의 인물을 등장시키면서 인간 심리에 대한 놀라운 이해력을 보여주고 당대 러시아의 정치, 사회, 정신세계 등을 날카롭게 분석했다. 때로 그를 실존주의의 창시자로 여기기도 하는데, 발터 카우프만은 도스토옙스키의 소설 《지하실의 수기》를 "실존주의를 위한 최고의 서곡"이라 묘사한 바 있다.

## 작품
- 가난한 사람들(Бедные люди), 1846
- 분신(Двойник: Петербургская поэма), 1846
- 네토치카 네즈바노바(Неточка Незванова), 1849
- 아저씨의 꿈(Дядюшкин сон), 1859
- 스테판치코보 마을 사람들(Село Степанчиково и его обитатели), 1859
- 상처받은 사람들(Униженные и оскорбленные), 1861 (다른 번역 제목 : 학대받은 사람들)
- 죽음의 집 기록(Записки из мертвого дома), 1862
- 지하로부터의 수기(Записки из подполья), 1864 (다른 번역 제목 : 지하생활자의 수기)
- 악어(Крокодил), 1865
- 죄와 벌(Преступление и наказание), 1866
- 노름꾼(Игрок), 1867 (다른 번역 제목: 도박사)
- 백치(Идиот), 1869
- 영원한 남편(Вечный муж), 1870
- 악령(Бесы), 1872
- 미성년(Подросток), 1875
- 카라마조프의 형제들(Братья Карамазовы), 1880 (다른 번역 제목 : 까라마조프가의 형제들)

## 주요 연구서

### 평전
- 조셉 프랭크(Joseph Frank)의 도스토옙스키 평전(전5권)

Dostoevsky : a writer in his time. Princeton: Princeton University Press, 2010. (이하 5권의 압축판)
Dostoevsky : the seeds of revolt, 1821-1849. Princeton {N.J.}: Princeton University Press, 1976.
Dostoevsky: The years of ordeal, 1850-1859. Princeton {N.J.}: Princeton University Press, 1983.
Dostoevsky. The stir of liberation, 1860-1865. Princeton {N.J.}: Princeton University Press, 1986.
Dostoevsky. The miraculous years, 1865-1871. Princeton {N.J.}: Princeton University Press, 1995.
Dostoevsky: The mantle of the prophet, 1871-1881. Princeton {N.J.}: Princeton University Press, 2002.
- 에드워드 헬렛 카, 《도스토옙스키 평전》 , 열린책들, 2011.
- 얀코 라브린, 《도스토옙스키》, 한길사, 1997.
- 미하일 바흐친,《도스토옙스키 시학》, 정음사, 1989.
- 콘스탄틴 모출스키, 《도스토옙스키 1, 2》, 책세상, 2000.

### 한국 연구자들에 의한 책
- 정창범, 《도스토옙스키》, 건국대학교출판부, 1994.
- 곽승룡, 《도스토옙스키의 비움과 충만의 그리스도》, 가톨릭출판사, 1997.
- 이득재, 《도스토옙스키, 도시에 가다》, 문화과학사, 2001.
- 홍대화, 《도스토옙스키》, 살림, 2005.
- 권철근, 《도스토옙스키 장편소설 연구》, 한국외국어대학교출판부, 2006.
- 조주관, 《죄와 벌의 현대적 해석》, 연세대학교출판부, 2007.
- 석영중, 《도스토옙스키, 돈을 위해 펜을 들다》, 예담, 2008.
- 이덕형, 《도스토옙스키 판타스마고리아 상트페테르부르크》, 산책자, 2009.
- 이병훈, 《아름다움이 세상을 구원할 것이다》, 문학동네, 2012.

### 기타
- 메레지코프스키, 《톨스토이와 도스토옙스키 : 인간과 예술》, 금문, 1996.
- 슈테판 츠바이크, 《톨스토이와 도스토옙스키》, 자연사랑, 2001.
- 안나 그리고리예브나 도스토예프스카야, 《도스토옙스키와 함께한 나날들》, 그린비, 2003.
- 이종진 편역, 《도스토옙스키 대심문관》, 한국외국어대학교 출판부, 2004. (〈대심문관의 이야기〉텍스트, 도스토옙스키 기념 강연(솔로비요프), 대심문관 전설(로자노프), 철학적 유형으로서의 이반 카라마조프(불가코프), 대심문관과 새로운 악마성(베르쟈예프), 대심문관과 혁명적 사회주의(프랑크), 대심문관과 자유의 문제(이종진) 수록)
- 앙드레 지드, 《앙드레 지드, 도스토옙스키를 말하다》, 고려문화사, 2005.
- 조유선 편저, 《도스또예프스끼 읽기 사전》, 열린책들, 2002.
- 시미즈 마사시, 《도스또예프스끼가 말하지 않은 것들》, 열린책들, 2011.
- 마르끄 슬로님, 《도스또예프스끼와 여성》, 열린책들, 2011.
- 베르자예프, 《도스트예프스키의 세계관》, 행복한박물관, 2011.